# Pedro Américo
Pedro Américo de Figueiredo e Melo (29 tháng 4 năm 1843 – 7 tháng 10 năm 1905) là một trong những họa sĩ theo chủ nghĩa học viện có ảnh hưởng nhất của Brazil. Ông cũng là một nhà văn và là một giáo viên.

## Tiểu sử

The Night escorted by the geniuses of Love and Study

## Các tác phẩm

Pedro Américo's works
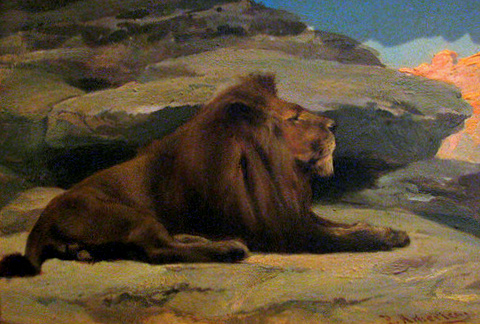
Lion
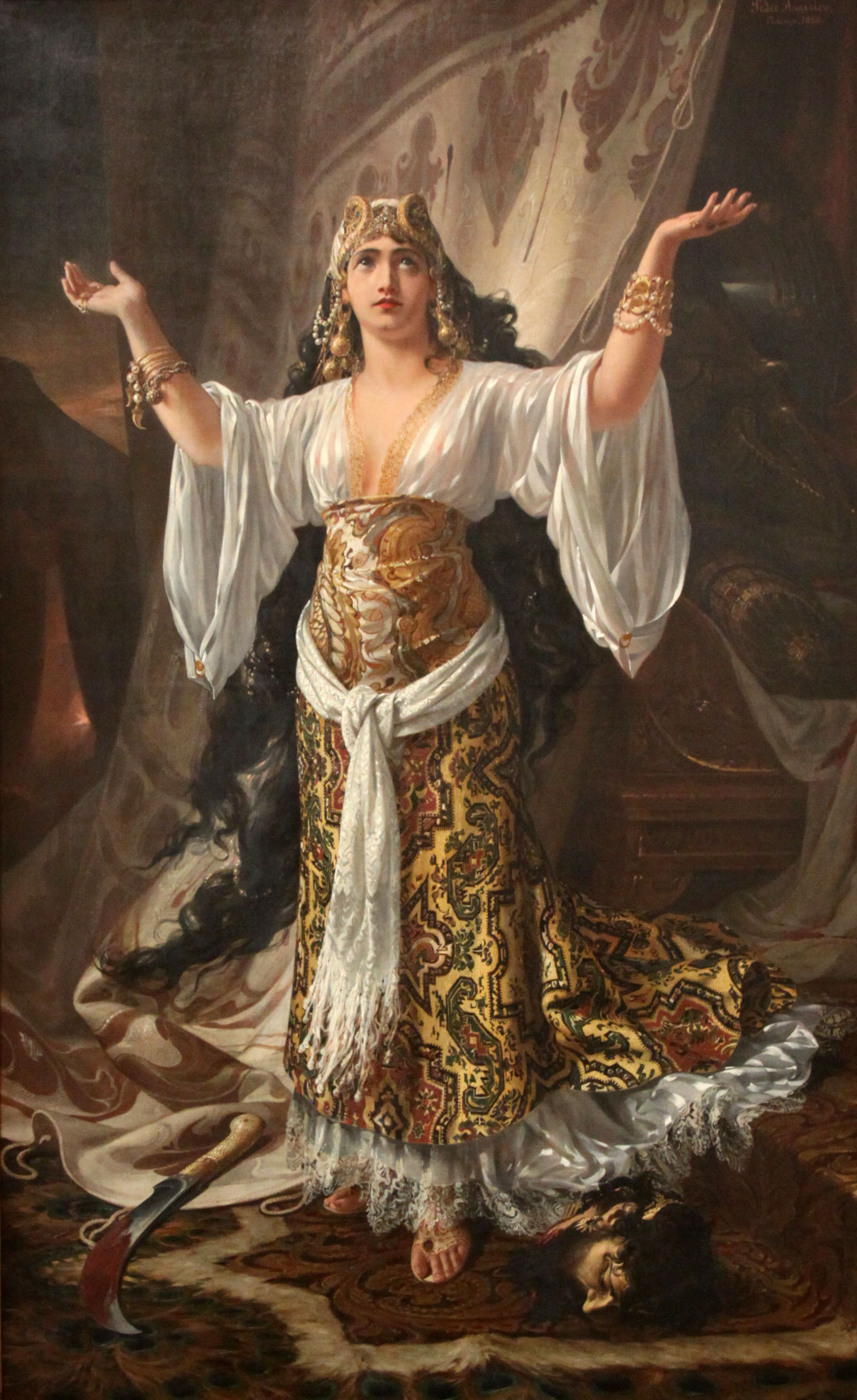
Judith and Holofernes
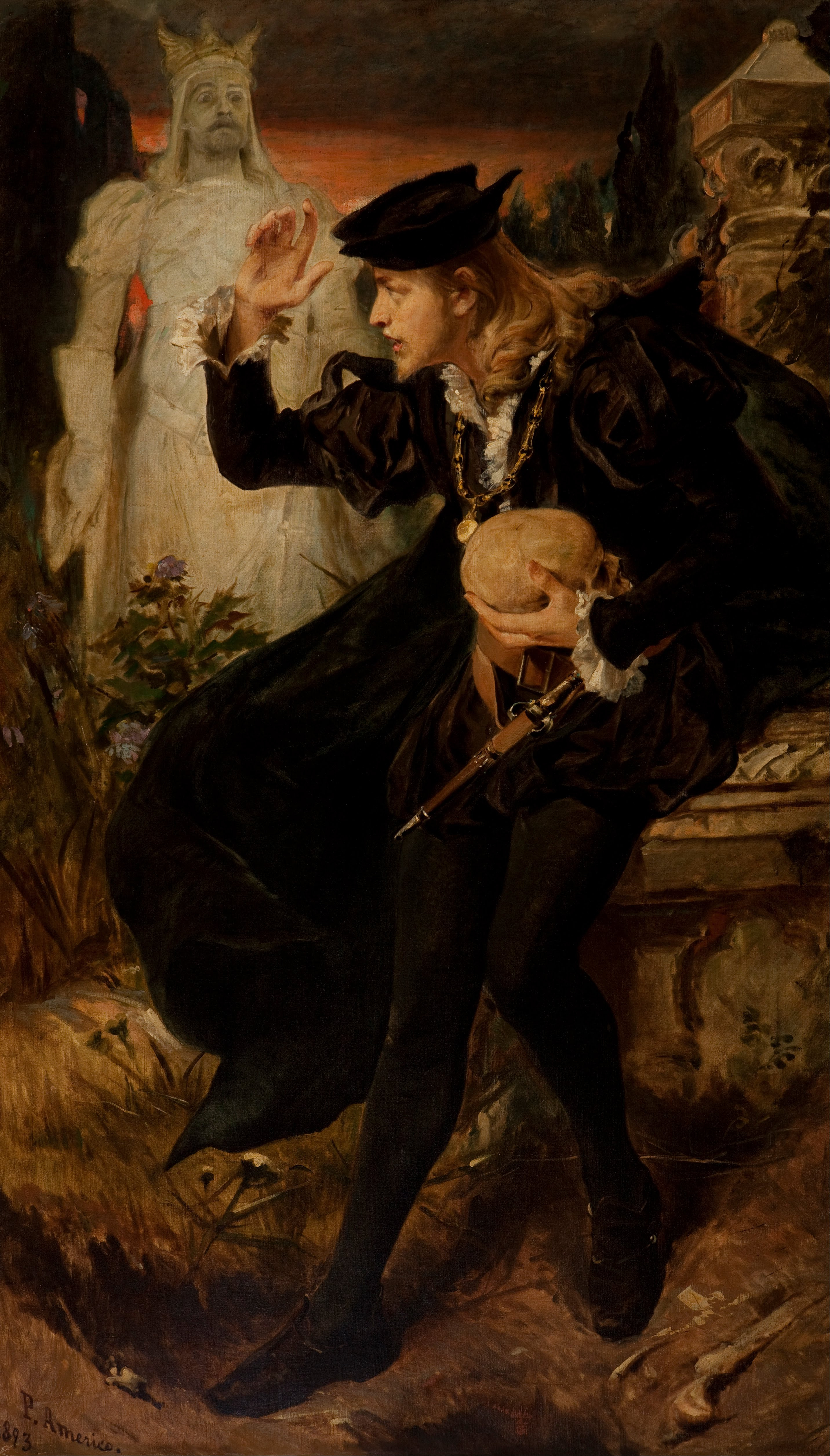
Hamlet’s Vision
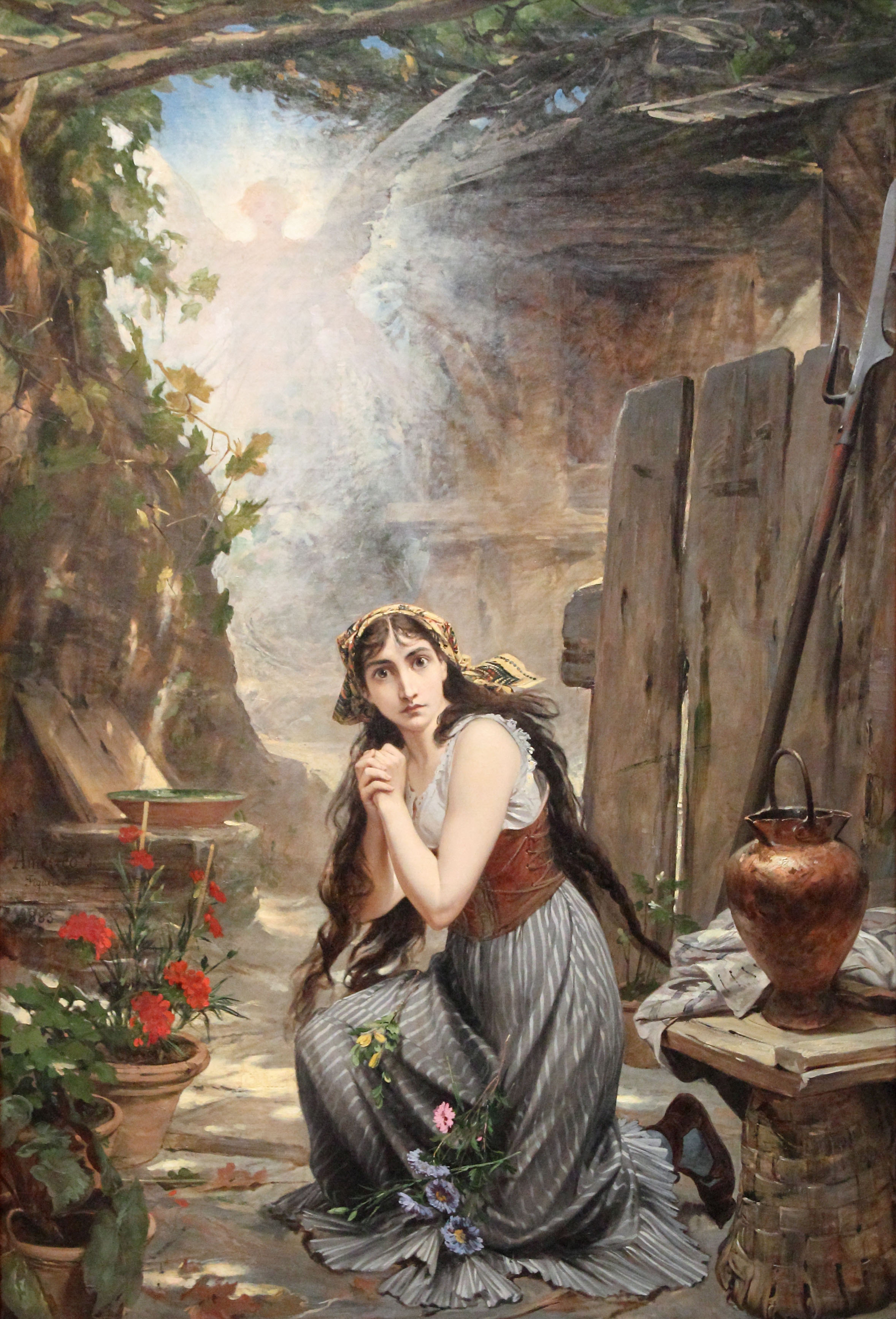
Pedro Américo Jeanne d'Arc
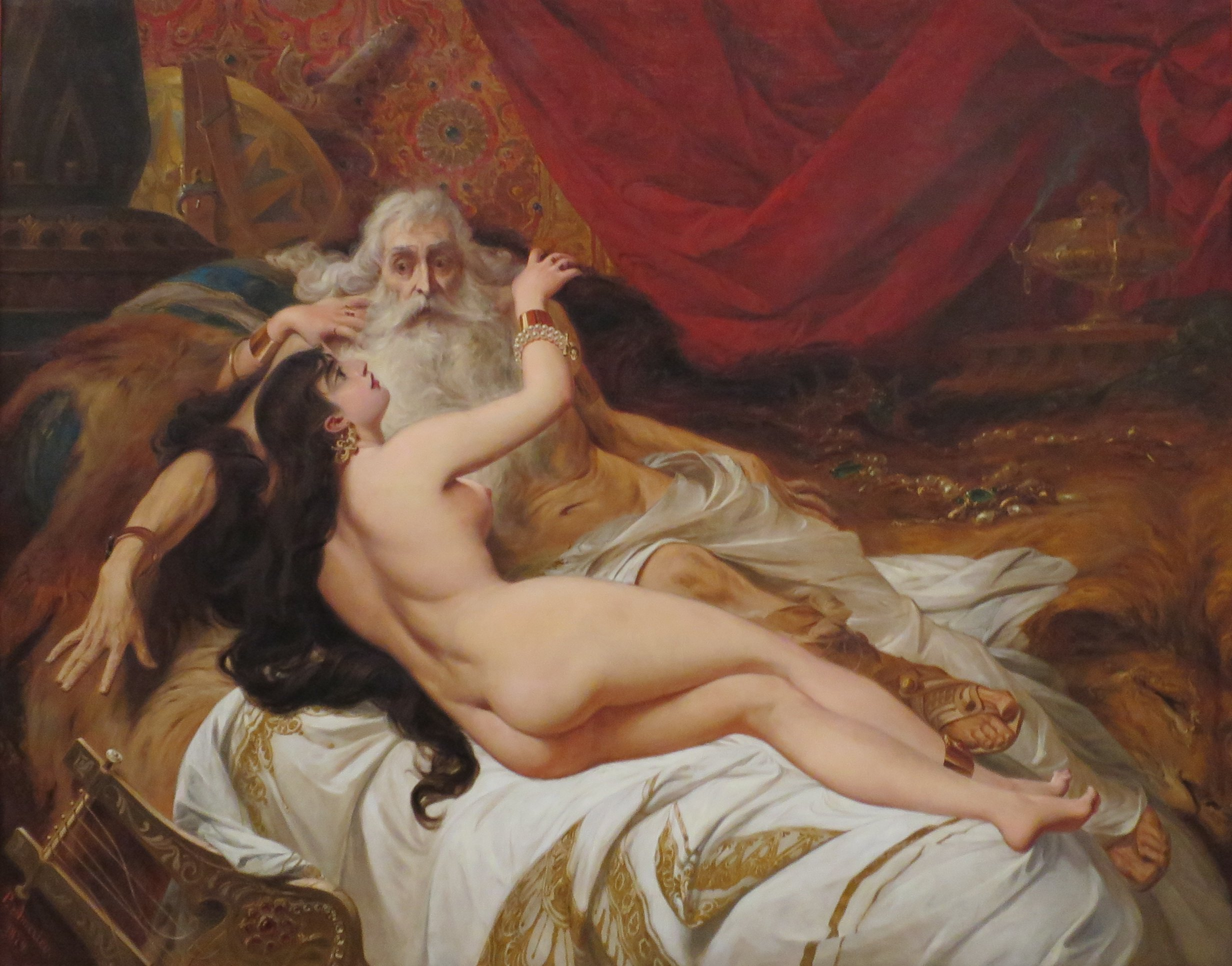
King David and Abisag
Independence or Death!
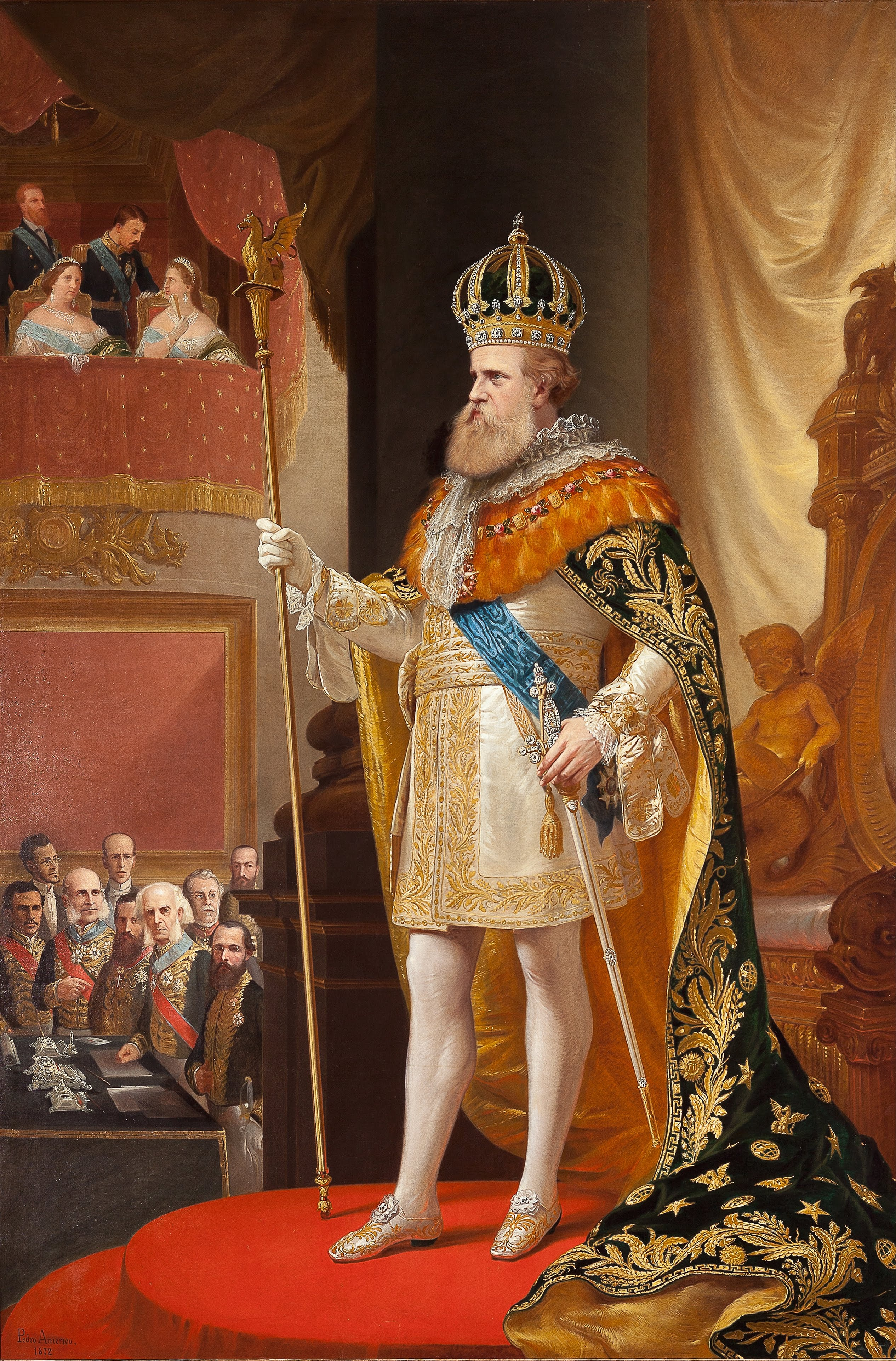
The Emperor's speech (Pedro II of Brazil at the opening of the General Assembly)